# Dorvillea perkinsi
Dorvillea perkinsi är en ringmaskart som beskrevs av Wolf 1986. Dorvillea perkinsi ingår i släktet Dorvillea och familjen Dorvilleidae. Inga underarter finns listade i Catalogue of Life.